# A Walk Among the Tombstones
A Walk Among the Tombstones is een Amerikaanse misdaadfilm uit 2014 die geschreven en geregisseerd werd door Scott Frank. De film is gebaseerd op het gelijknamig boek van Lawrence Block.

## Verhaal
Voormalig politieman en privédetective Matthew Scudder (Liam Neeson) wordt ingehuurd door een lokale drugsbaron om uit te zoeken wie zijn vrouw gekidnapt en vermoord heeft. Scudder weigert in eerste instantie maar wanneer de man vertelt hoe zijn vrouw is vermoord nadat hij het losgeld betaald had, neemt hij de klus toch aan. Na wat onderzoek blijkt dat de kidnapper dit reeds meermaals gedaan heeft. Als er weer een jonge vrouw ontvoerd wordt, stelt Scudder alles in het werk om haar levend terug te halen.

## Rolverdeling
| Acteur                | Personage       |
| --------------------- | --------------- |
| Liam Neeson           | Matthew Scudder |
| Dan Stevens           | Kenny Kristo    |
| Boyd Holbrook         | Peter Kristo    |
| Sebastian Roché       | Yuri Landau     |
| Brian Bradley         | TJ              |
| Whitney Able          | Denise at AA    |
| Stephanie Andujar     | kassierster     |
| Ólafur Darri Ólafsson | Jonas Loogan    |
| David Harbour         | Ray             |
| Adam David Thompson   | Albert          |
| Danielle Rose Russell | Lucia           |
| Eric Nelsen           | Howie           |
| Laura Birn            | Leila Alvarez   |